# Neuroaprassia
La neuroaprassia (dal greco νεῦρον, «nervo», e ἀπραξία, «inerzia», ovvero «assenza di azione del nervo») è una perdita della funzione di conduzione nervosa di un nervo dovuta a una lesione, a compressione o a ischemia. 
Solitamente, dopo un periodo di tempo variabile,  c'è recupero completo della funzione.
Le lesioni neuroaprassiche sono quelle in cui il danno anatomico è specificatamente del rivestimento mielinico delle cellule di Schwann mentre viene preservata la continuità dell'assone e le altre guaine del nervo. 
Clinicamente e strumentalmente la conduzione nervosa è rallentata o assente, sebbene essa sia preservata prossimamente e distalmente alla lesione. Queste lesioni sono generalmente localizzate e rappresentano il grado più lieve di lesione nervosa. Sono reversibili, con pieno recupero della funzione che solitamente si verifica entro settimane o alcuni mesi dal trauma. 
Tale termine è stato coniato da Seddon nel 1943 nella prima classificazione delle lesioni dei nervi periferici che in seguito è stata perfezionata da Sunderland nel 1951.